# イナリサーチ
株式会社イナリサーチ（Ina Research Inc. ）は、長野県伊那市に本社を置く医薬品非臨床試験などの受託事業を行う企業である。実験用カニクイザルを用いた試験を主力とする。

## 沿革
- 1974年7月 - 有限会社信州実験動物センターを創業。
- 1977年7月 - 有限会社信州動物実験センターに社名変更。
- 1978年3月 - 株式会社信州動物実験センターに改組。
- 1989年7月 - 株式会社イナリサーチに社名変更。
- 2008年6月 - ジャスダックに上場。
- 2022年
  - 7月21日 - 株式公開買付け（TOB）により親会社となった新日本科学の全株取得手続を承認[2]。
  - 8月17日 - 上場廃止[2]